# Colbusa
Colbusa là một chi bướm đêm thuộc họ Noctuidae.